# Echinacanthus longzhouensis
Echinacanthus longzhouensis är en akantusväxtart som beskrevs av Hsien Shui Lo. Echinacanthus longzhouensis ingår i släktet Echinacanthus och familjen akantusväxter. Inga underarter finns listade i Catalogue of Life.